# Marapana pulverata
Marapana pulverata är en fjärilsart som beskrevs av Achille Guenée 1852. Marapana pulverata ingår i släktet Marapana och familjen nattflyn. Inga underarter finns listade i Catalogue of Life.